# Base navale de San Diego
Naval Base San Diego
La base navale de San Diego (anglais : Naval Base San Diego) est une base militaire de la Marine américaine située sur la côte ouest des États-Unis, à San Diego, en Californie. La base, l'une des plus grandes de l'US Navy, est le port d'attache principal de la Flotte du Pacifique et accueille une cinquantaine de navires de la flotte de surface.
La base est composée de 13 quais s’étalant sur une superficie de 3,95 km2 de terre et 1,32 km2 d'eau. Près de 20 000 militaires et 6 000 civils travaillent dans cette base.

## Histoire

### Création de la base
Les 3,95 km2 de terre sur laquelle se trouve la base navale sont occupés, en 1918, par un groupement d'entreprises de construction navale de l’Emergency Fleet Corporation, connu sous l’appellation Pacific Marine Construction. Cette dernière commence à perdre de l'argent avec la conclusion de la Première Guerre mondiale, et négocie une rétrocession des terrains à la ville de San Diego. Pendant ce temps, la Marine américaine qui était à la recherche de terrains afin d'établir des installations de réparation navale sur la côte ouest, profite de l'occasion pour acquérir ces terrains. En 1920, l'Emergency Fleet Corporation et l'United Sates Navy débute les négociations sur le transfert foncier en ayant affaire à plusieurs obstacles : la compagnie Schofield Engineering Co. qui dispose d'une option pour acheter l'usine existante ; en outre, une commission maritime locale n'a pas accordé la permission de construire et, finalement, la Marine qui n'a pas encore adopté un projet de loi de crédits pour autoriser le début des travaux.
En juin 1920, le Congrès des États-Unis adopte le projet de loi et 750 000 $ sont affectés au projet, mais Schofield continue de retarder ce dernier. L'amiral Roger Welles (en), alors commandant du 11e district naval, se lasse des manœuvres de Schofield et menace d'annuler le projet d'installer une base à San Diego au profit de San Pedro, Los Angeles. Ses menaces fonctionnent et le 21 février 1921, Welles obtient officiellement la propriété des terrains. En mai 1921, le commandant de l'USS Prairie, HN Jensen, amarre son navire sur le site afin de prendre la direction des opérations de réparation. Le 23 février 1922, le secrétaire à la Marine des États-Unis, Theodore Roosevelt Junior, émet l'Ordonnance générale 78 établissant officiellement la création de la base de San Diego.

### Jusqu'à la Seconde Guerre mondiale

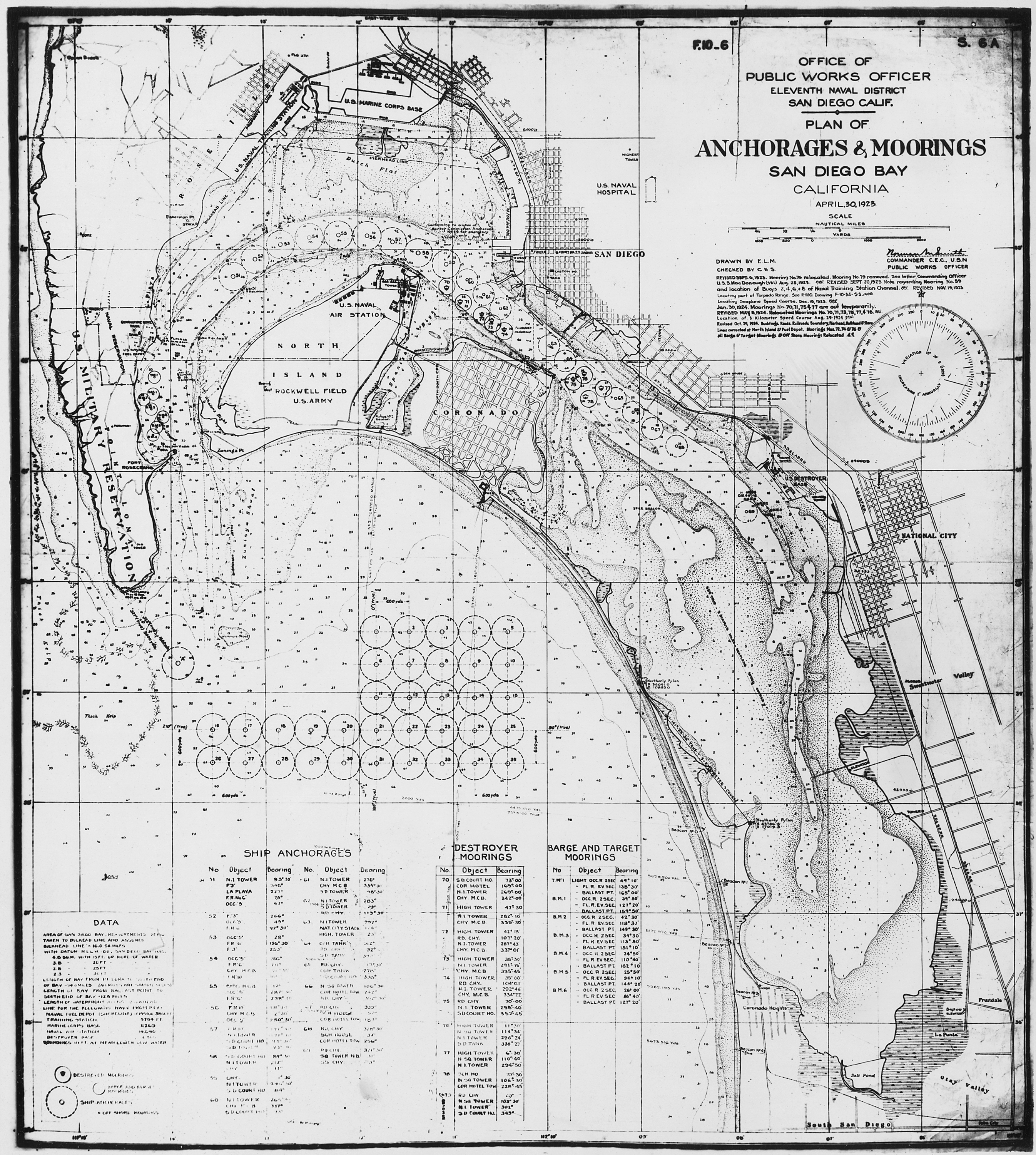
Carte militaire de la baie de San Diego en 1923.

Au cours de ses premières années d'activité, la taille de la base augmente rapidement ainsi que le nombre des installations de réparation. Des écoles relatives aux torpilles et aux transmissions radios sont mises en place et davantage de magasins sont construits. Au cours de 1924, la base déclasse 77 destroyers et en met en service sept. Entre juin 1931 et septembre 1933, Chester Nimitz prend le commandement de la base et fait état de l'insuffisance des équipements de la base. En pleine dépression, ce rapport entraine une réflexion sur la fermeture de la base qui est finalement rejetée et les fonds fédéraux sont maintenus. En 1934, plus de 2 millions de dollars sont affectés afin de draguer le site. En 1937, la base s'agrandit encore avec deux terrains supplémentaires et, à ce moment-là, l'ensemble des installations comprenant 29 bâtiments s’élèvent à plus de 3,2 millions de dollars.
La base s'élargit fortement pendant la Seconde Guerre mondiale. En 1942, la Marine installe des écoles de formation de la flotte, et une unité de formation de force amphibie. L'année suivante, on détermine que la portée des opérations dépasse les fonctions d'une base de destroyer. Le 7 octobre 1943, la base est désignée U.S. Repair Base, San Diego ; un nom qu'elle conserve tout au long de la Seconde Guerre mondiale. Entre 1943 et 1945, la base effectue la conversion, la révision, l'entretien et la réparation des dommages de combat de plus de 5 117 navires. La base se charge également de la construction et de la livraison de 155 cales sèches flottantes déployées sur diverses bases, dont trois de 3 000 tonnes, trois de 1 000 tonnes et un quai flottant de 900 tonnes. La construction de ces installations flottantes, cruciales pour les opérations de la Seconde Guerre mondiale, deviennent rapidement le cœur des opérations menées à la base de San Diego.

### Après guerre
En 1945, la base navale reprend ses activités d'avant guerre et fournit un soutien logistique (y compris la réparation et l'amarrage à sec) aux navires de la flotte active. Le 15 septembre 1946, le secrétaire à la Marine renomme la base Naval Station, San Diego. À la fin de 1946, la station est constituée de 294 bâtiments sur une superficie de 640 000 m2. Les installations d'accostage incluent cinq quais avec plus de 5 500 m d'espace d'accostage. Les terrains occupent 373 ha, alimentés par 26 km de routes. Les baraquements peuvent accueillir 380 officiers et 18 000 hommes de troupe. Plus de 3 500 marins peuvent être nourris à l'office simultanément.
En 1949, afin de réduire les coûts, la fermeture de la station est mise en concurrence avec celle du Long Beach Naval Shipyard, mais le soutien de la ville de San Diego a permis de sauver cette première au détriment de Long Beach dont les installations ont été fermées jusqu'à la guerre de Corée. Pendant cette dernière, la station navale s'étend à plus de 448 ha, avec une main-d'œuvre régulière de 14 000 hommes. Au cours des années suivantes, les fonctions de la station sont restées les mêmes et les opérations se sont développées, notamment lors de la guerre du Viêt Nam ou contractées en fonction de la conjoncture militaire américaine.
Dans les années 1990, la station navale devient le principal port d'attache de la flotte du Pacifique alors que le Long Beach Naval Shipyard est définitivement fermé le 30 septembre 1994. La station navale de San Diego est placée sous l'autorité de la Navy Region Southwest (en). La station devient la plaque tournante de toutes les opérations portuaires de la Marine pour la région. Elle assume également la responsabilité logistique du Naval Medical Center San Diego (en) et accueille le quartier général régional de la marine ; en conséquence la station est rebaptisée « Naval Base San Diego » (base navale de San Diego).

### XXIesiècle
La base navale de San Diego est le port d'attache d'environ 54 navires, dont 46 navires américains de la Marine, deux navires de l'United States Coast Guard et huit navires du Military Sealift Command. La base compte également environ 120 commandements distincts et d'autres installations de soutien pour la flotte. La base est un lieu de travail pour environ 35 000 militaires, civils et contractuels. En outre, la base dispose de chambres pour loger plus de 4 500 hommes et femmes. La valeur de remplacement des installations de la base équivaut à 4,6 milliards de dollars.

## Port d'attache
La base navale de San Diego est, au mois de décembre 2016, le port d'attache des navires suivants :
| Croiseurs (8) | Destroyers (14) | Navires amphibies (LSD, LPD, LHD) (12) | Littoral combat ship (8) | Guerre des mines (3)                                             | Navires de support (5) | Cotres (1)                  |  |
| --- | --- | --- | --- | ---------------------------------------------------------------- | --- | --------------------------- |  |
| - USS Bunker Hill (CG-52) - USS Mobile Bay (CG-53) - USS Lake Champlain (CG-57) - USS Princeton (CG-59) - USS Cowpens (CG-63) - USS Chosin (CG 65) - USS Lake Erie (CG-70) - USS Cape St. George (CG-71) | - USS Russell (DDG-59) - USS Paul Hamilton (DDG 60) - USS Milius (DDG-69) - USS Decatur (DDG-73) - USS Higgins (DDG-76) - USS Howard (DDG-83) - USS Pinckney (DDG-91) - USS Kidd (DDG-100) - USS Sterett (DDG-104) - USS Dewey (DDG-105) - USS Stockdale (DDG-106) - USS Wayne E. Meyer (DDG-108) - USS Spruance (DDG-111) - USS Zumwalt (DDG-1000) | - USS Essex (LHD-2) - USS Boxer (LHD-4) - USS Makin Island (LHD-8) - USS Comstock (LSD-45) - USS Rushmore (LSD-47) - USS Harpers Ferry (LSD-49) - USS Pearl Harbor (LSD-52) - USS New Orleans (LPD-18) - USS San Diego (LPD-22) - USS Anchorage (LPD-23) - USS Somerset (LPD-25) - USS America (LHA-6) | - USS Freedom (LCS-1) - USS Independence (LCS-2) - USS Fort Worth (LCS-3) - USS Coronado (LCS-4) - USS Milwaukee (LCS-5) - USS Jackson (LCS-6) - USS Detroit (LCS-7) - USS Montgomery (LCS-8) | - USS Champion (MCM-4) - USS Scout (MCM-8) - USS Ardent (MCM-12) | - USNS Bob Hope (T-AKR-300) - USNS Mercy (T-AH-19) - USNS Henry J. Kaiser (T-AO-187) - USNS Yukon (T-AO-202) - SS Curtiss (T-AVB-4) | - USCGC Boutwell (WHEC-719) |  |

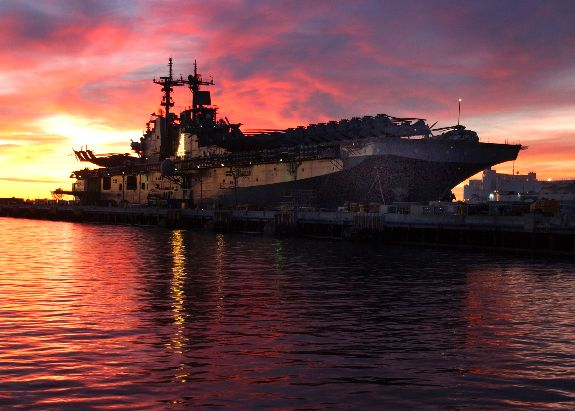
USS Boxer (LHD-4), San Diego, 2003.
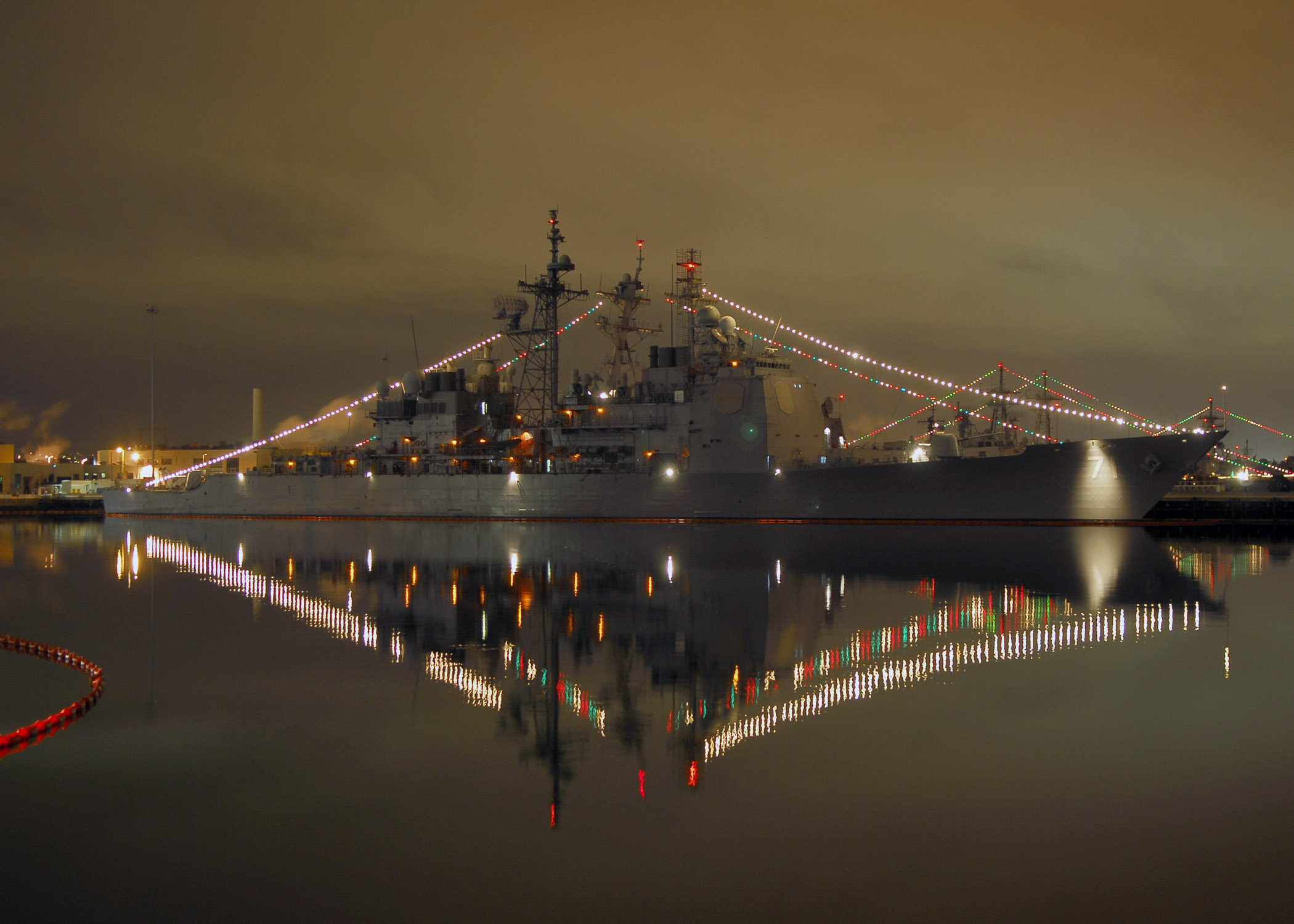
L'USS Cape St. George (CG-71) , San Diego, 200.
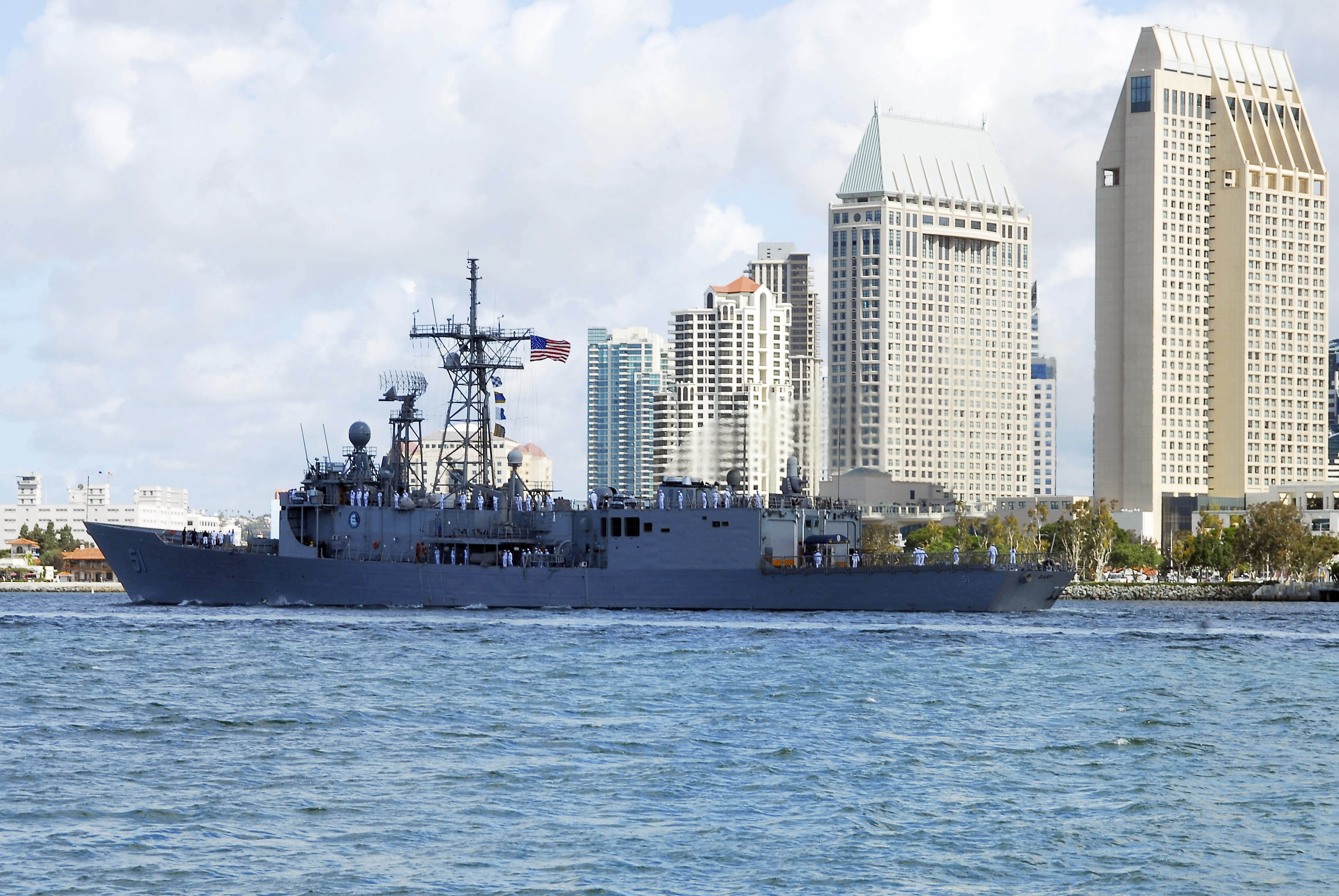
L'USS Gary (FFG 51), San Diego Bay, 2009.